# 周佐翰
周佐翰（1984年6月3日）,生長於台北，畢業於天主教輔仁大學德文系，於2007年在學期間展開第一次跨歐亞自行車旅行。

## 單車經歷
- 2003年7月,以十天的時間，由台北出發，騎行一千公里，將台灣繞行一周，而後又於2004年2月、2005年7月、2006年7月、2007年2月繞行台灣。
- 2007年6月,參與2007年B2P北京到巴黎無車探險競賽，以自行車開始一萬四千公里長征，以兩個月的時間，由中國經哈薩克斯坦騎行至俄羅斯後遭遇搶劫。
- 2007年9月,自日本成田前往大阪,乘船經沖繩返抵台灣。
- 2009年11月,從英國出發前往法國、瑞士、德國、荷蘭、比利時、愛爾蘭，以九個月的時間，完成繞行歐洲單車旅行。
- 2011年2月,於台北西門町開立王老先生有塊地單車吧。
- 2011年3月,擔任臺灣自行車旅遊協會理事。

## 著作
- 《單車壯遊，從北京到巴黎》

## 外部連結
- 2007北京到巴黎B2P無車探險

### 相關新聞報導
- 今日新聞網 這才是世紀創舉　B2P北京到巴黎無車探險6/10天安門出發
- 環境資訊中心 橫跨歐亞無車行 台灣青年騎出一萬公里探險（页面存档备份，存于）
- 大紀元 北京到巴黎無車探險10日啟程　籲重視腳踏車（页面存档备份，存于）
- 台灣地球日 橫跨歐亞的無車「行」時代 -- 台灣青年騎出一萬公里的探險[永久]
- Womany.net 不一樣的周董，單車壯遊歐洲[永久]
- U-Car 啤酒、單車、旅行，王老先生有塊地單車吧